# Molophilus suavis
Molophilus suavis là một loài ruồi trong họ Limoniidae. Chúng phân bố ở miền Australasia.